# Wynand Fockink

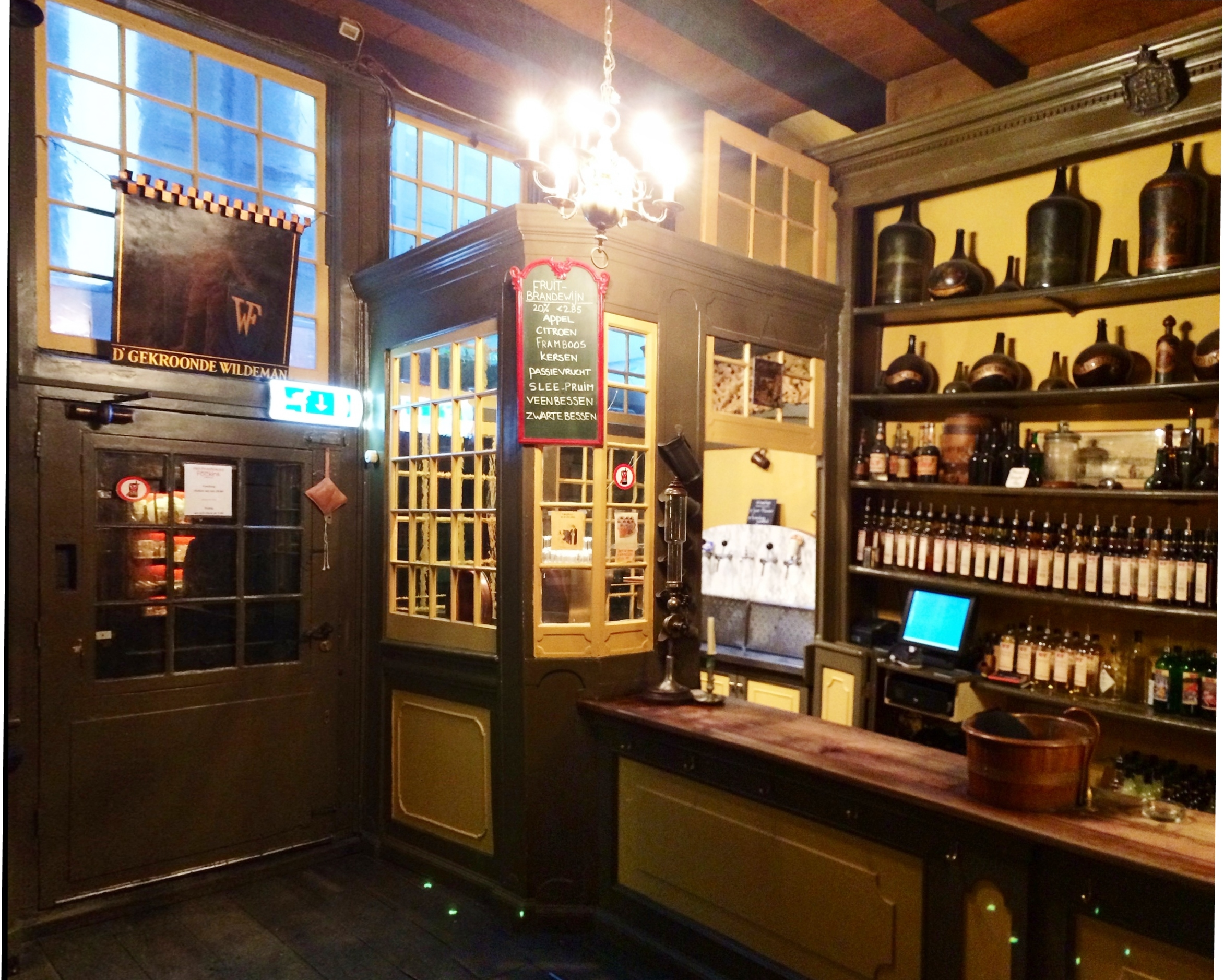
proeflokaal van Wynand Fockink in Pijlsteeg 31, Amsterdam

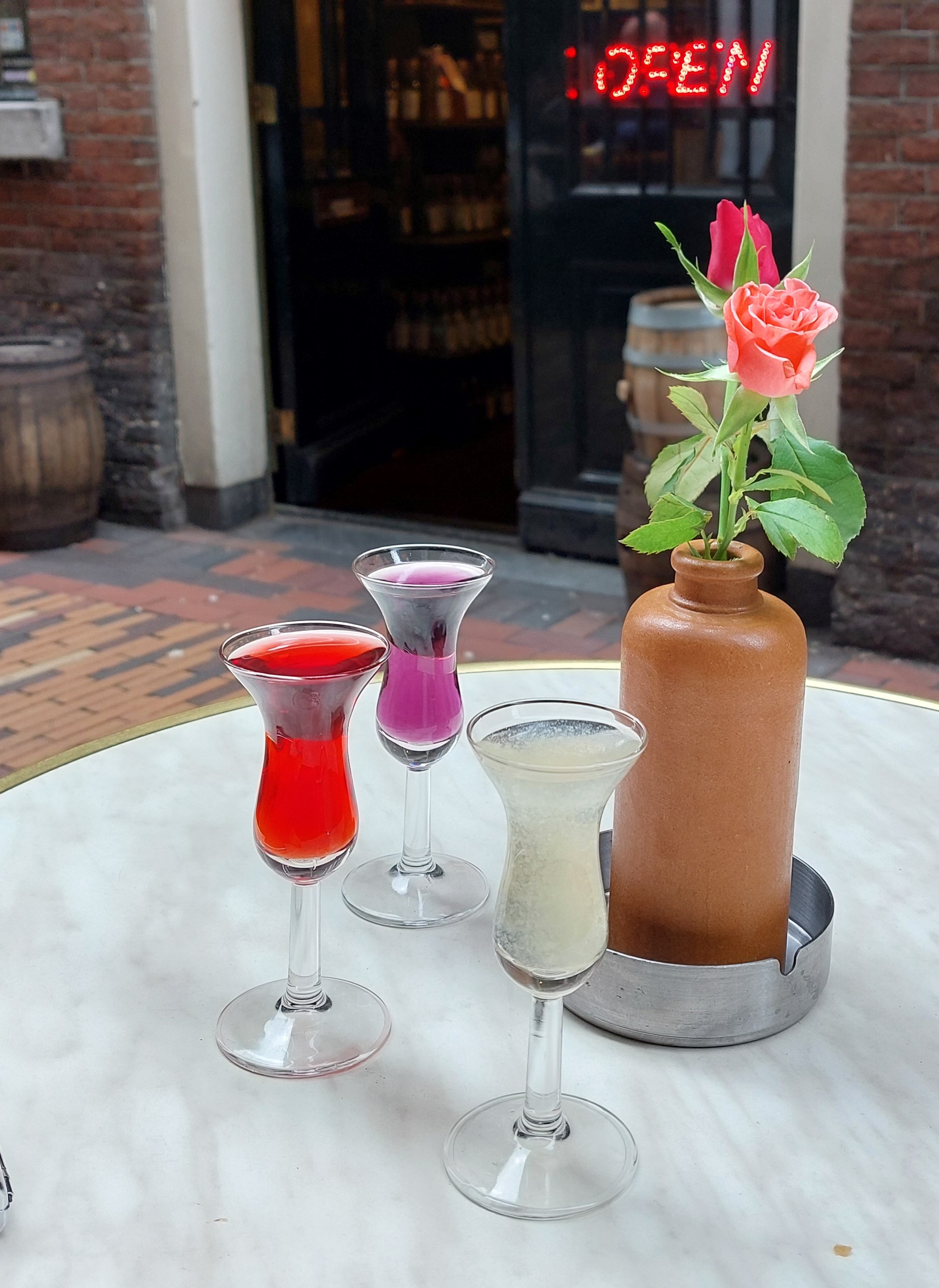
Proefglaasjes

Wynand Fockink is een Nederlandse likeurstokerij, gesticht in 1679 te Amsterdam.
In 1731 kocht wijnkoper Wijnand Fockink het pand in de Pijlsteeg van de erven Gerrit Gijen.
Het bedrijf nam deel aan de Wereldtentoonstelling van 1878 te Parijs en de Wereldtentoonstelling van 1885 in Antwerpen (N° 250) en won gouden medailles op verschillende Wereldtentoonstellingen.

## Hofleverancier
De producten werden internationaal gedronken door de volgende monarchen:
- Belgische Hofleverancier
- Nederlands Hofleverancier
- Pruisisch Hofleverancier
- Habsburgs Hofleverancier
- Wurtembergs Hofleverancier
- Saksisch Hofleverancier
- Spaans Hofleverancier
- Zweeds Hofleverancier
- Noors Hofleverancier
- ZKH de Groothertog van Hessen-Rijn
- ZKH de Prins van Baden
- ZKH de Groothertog van Mecklenburg

## Website
- (en) https://wynand-fockink.nl/